# Enrique Lorenzo Docampo
Enrique Lorenzo Docampo (Vigo, Pontevedra, 1892 - ib., 1981) es recordado en Vigo (España) como uno de los empresarios que colaboró al progreso económico y bienestar de la ciudad durante el siglo XX.

## Trayectoria
Luego de estar emigrado en Argentina entre 1911 y 1915, regresó á su ciudad natal para comenzar sus actividades empresariales. En el barrio obrero de Teis fundó en 1919 una empresa de calderería, con el tiempo reconvertida en el astillero Factorías Vulcano-Enrique Lorenzo y Cía, que tuvo su mayor período de actividad en la década de 1960, en pleno auge del sector de la construcción naval experimentado en Vigo. En 1958 fundó en Meira (Moaña) la empresa conservera Conservas La Guía, activa hasta 1981.
En 1963 fue nombrado presidente de la Diputación Provincial de Pontevedra, permaneciendo en el cargo hasta 1970. Fue procurador en las Cortes como representantes de las diputaciones provinciales (1963-1970). Además, formó parte de diversas iniciativas económicas, deportivas y sociales. Fue miembro de la junta directiva de la Cámara Oficial de Comercio, Industria y Navegación local, consejero del Banco de Vigo, censor de cuentas de Tranvías eléctricos de Vigo, presidente del Centro de Hijos de Vigo, fundador y primer presidente del Real Aero Club de Vigo, y directivo del Club de Campo de Vigo.
| Predecesor: Prudencio Landín Carrasco | Presidente de la Diputación Provincial de Pontevedra 1963-1970 | Sucesor: José Luis Peláez Casalderrey |

## Reconocimientos
- Galardonado en 1963 con el Paul Tissandier Diploma, otorgado por la Federación Aeronáutica Internacional (FAI), por su aportación a la aviación deportiva.

- Galardonado en 1968 con la Orden del Mérito Civil

- Hoy en día puede encontrarse su calle en el mismo barrio vigués en donde fundó y presidió su astillero.